# Es peligroso casarse a los 60
Es peligroso casarse a los 60 es una comedia española del año 1980 dirigida por Mariano Ozores, rodada en Madrid y protagonizada por Paco Martínez Soria. Su guion se burla de los prejuicios y del racismo.

## Argumento
A los 60 años, Mariano, solterón recalcitrante, deseoso de tener un hijo que herede su negocio de autocares, decide contraer matrimonio. Pero el hijo no llega. En cambio, descubre que tiene una hija secreta, Juanita, de 18 años, fruto de un amor de juventud. La chica se traslada a vivir con los recién casados dispuesta a imponer otros puntos de vista con respecto a todo y se enamora de un joven africano ignorando que Mariano siente un profundo miedo hacia los negros porque, según su superstición, le dan mala suerte. 

## Reparto
- Paco Martínez Soria es Mariano.
- Adriana Ozores es Juanita.
- María Luisa Ponte
- Antonio Ozores
- Margot Cottens
- Agustín González
- Alfonso Godá